# WWE Women's United States Championship

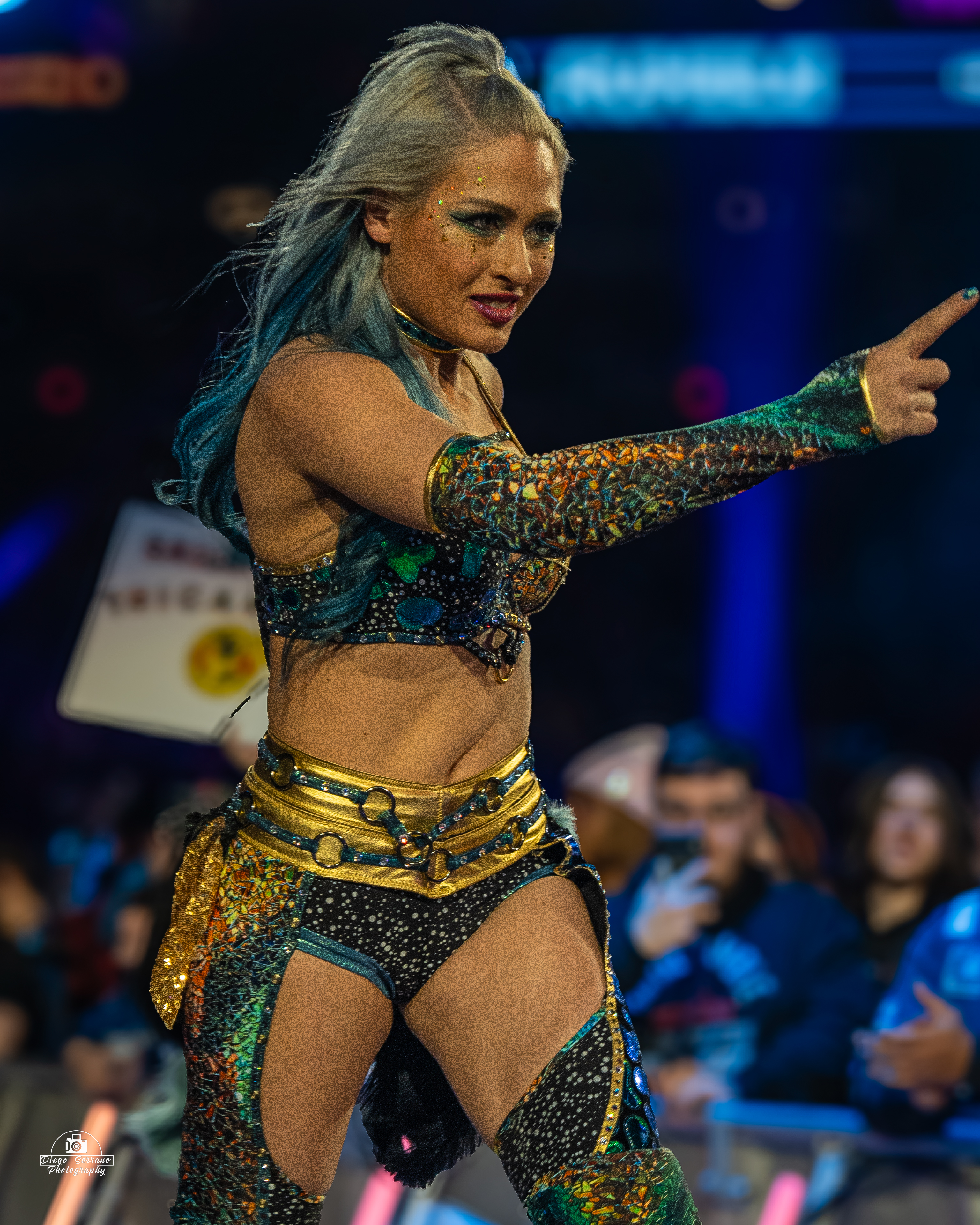
Giulia, attuale detentrice del titolo

Il WWE Women's United States Championship è un titolo di wrestling di proprietà della WWE ed esclusivo del roster di SmackDown, ed è detenuto da Giulia dal 27 giugno 2025.

## Storia
Nel corso della puntata di SmackDown dell'8 novembre 2024, il general manager Nick Aldis ha annunciato l'introduzione del titolo. La settimana successiva, lo stesso Aldis annunciò che i match del torneo per determinare la campionessa inaugurale sarebbero iniziati nell'episodio di quella sera. In seguito il COO Triple H rivelò che le partecipanti sarebbero state dodici atlete del roster di SmackDown che si affronteranno in quattro triple threat match per il primo round e le vincitrici si affronteranno in match singoli nelle semifinali e in seguito nella finale che si terrà il 14 dicembre nell'evento speciale Saturday Night's Main Event.

## Torneo per l'assegnazione
|  |                                                               |                                                               |                                                               |  |  |                                         |                                         |                                         |  |  |                                                  |                                                  |                                                  |
|  | Quarti di finale SmackDown (15 novembre 2024-6 dicembre 2024) | Quarti di finale SmackDown (15 novembre 2024-6 dicembre 2024) | Quarti di finale SmackDown (15 novembre 2024-6 dicembre 2024) |  |  | Semifinali SmackDown (13 dicembre 2024) | Semifinali SmackDown (13 dicembre 2024) | Semifinali SmackDown (13 dicembre 2024) |  |  | Finale Saturday Night's Main Event (14 dicembre) | Finale Saturday Night's Main Event (14 dicembre) | Finale Saturday Night's Main Event (14 dicembre) |
|  | Quarti di finale SmackDown (15 novembre 2024-6 dicembre 2024) | Quarti di finale SmackDown (15 novembre 2024-6 dicembre 2024) | Quarti di finale SmackDown (15 novembre 2024-6 dicembre 2024) |  |  | Semifinali SmackDown (13 dicembre 2024) | Semifinali SmackDown (13 dicembre 2024) | Semifinali SmackDown (13 dicembre 2024) |  |  | Finale Saturday Night's Main Event (14 dicembre) | Finale Saturday Night's Main Event (14 dicembre) | Finale Saturday Night's Main Event (14 dicembre) |
|  |                                                               |                                                               |                                                               |  |  |                                         |                                         |                                         |  |  |                                                  |                                                  |                                                  |
|  |                                                               |                                                               |                                                               |  |  |                                         |                                         |                                         |  |  |                                                  |                                                  |                                                  |
|  | Bayley                                                        | Bayley                                                        | Pin                                                           |  |  |                                         |                                         |                                         |  |  |                                                  |                                                  |                                                  |
|  | Bayley                                                        | Bayley                                                        | Pin                                                           |  |  |                                         |                                         |                                         |  |  |                                                  |                                                  |                                                  |
|  | Candice LeRae                                                 | Candice LeRae                                                 | —                                                             |  |  |                                         |                                         |                                         |  |  |                                                  |                                                  |                                                  |
|  | Candice LeRae                                                 | Candice LeRae                                                 | —                                                             |  |  |                                         |                                         |                                         |  |  |                                                  |                                                  |                                                  |
|  | B-Fab                                                         | B-Fab                                                         | 10:02                                                         |  |  | Bayley                                  | Bayley                                  | 12:12                                   |  |  |                                                  |                                                  |                                                  |
|  | B-Fab                                                         | B-Fab                                                         | 10:02                                                         |  |  | Bayley                                  | Bayley                                  | 12:12                                   |  |  |                                                  |                                                  |                                                  |
|  |                                                               |                                                               |                                                               |  |  | Chelsea Green                           | Chelsea Green                           | Pin                                     |  |  |                                                  |                                                  |                                                  |
|  |                                                               |                                                               |                                                               |  |  | Chelsea Green                           | Chelsea Green                           | Pin                                     |  |  |                                                  |                                                  |                                                  |
|  | Chelsea Green                                                 | Chelsea Green                                                 | Pin                                                           |  |  |                                         |                                         |                                         |  |  |                                                  |                                                  |                                                  |
|  | Chelsea Green                                                 | Chelsea Green                                                 | Pin                                                           |  |  |                                         |                                         |                                         |  |  |                                                  |                                                  |                                                  |
|  | Bianca Belair                                                 | Bianca Belair                                                 | —                                                             |  |  |                                         |                                         |                                         |  |  |                                                  |                                                  |                                                  |
|  | Bianca Belair                                                 | Bianca Belair                                                 | —                                                             |  |  |                                         |                                         |                                         |  |  |                                                  |                                                  |                                                  |
|  | Blair Davenport                                               | Blair Davenport                                               | 10:04                                                         |  |  | Chelsea Green                           | Chelsea Green                           | Pin                                     |  |  |                                                  |                                                  |                                                  |
|  | Blair Davenport                                               | Blair Davenport                                               | 10:04                                                         |  |  |                                         | Chelsea Green                           | Pin                                     |  |  |                                                  |                                                  |                                                  |
|  |                                                               |                                                               |                                                               |  |  | Michin                                  | Michin                                  | 8:05                                    |  |  |                                                  |                                                  |                                                  |
|  |                                                               |                                                               |                                                               |  |  | Michin                                  | Michin                                  | 8:05                                    |  |  |                                                  |                                                  |                                                  |
|  | Michin                                                        | Michin                                                        | Pin                                                           |  |  |                                         |                                         |                                         |  |  |                                                  |                                                  |                                                  |
|  | Michin                                                        | Michin                                                        | Pin                                                           |  |  |                                         |                                         |                                         |  |  |                                                  |                                                  |                                                  |
|  | Piper Niven                                                   | Piper Niven                                                   | 10:34                                                         |  |  |                                         |                                         |                                         |  |  |                                                  |                                                  |                                                  |
|  | Piper Niven                                                   | Piper Niven                                                   | 10:34                                                         |  |  |                                         |                                         |                                         |  |  |                                                  |                                                  |                                                  |
|  | Lash Legend                                                   | Lash Legend                                                   | —                                                             |  |  | Michin                                  | Michin                                  | Pin                                     |  |  |                                                  |                                                  |                                                  |
|  | Lash Legend                                                   | Lash Legend                                                   | —                                                             |  |  | Michin                                  | Michin                                  | Pin                                     |  |  |                                                  |                                                  |                                                  |
|  |                                                               |                                                               |                                                               |  |  | Tiffany Stratton                        | Tiffany Stratton                        | 8:23                                    |  |  |                                                  |                                                  |                                                  |
|  |                                                               |                                                               |                                                               |  |  | Tiffany Stratton                        | Tiffany Stratton                        | 8:23                                    |  |  |                                                  |                                                  |                                                  |
|  | Naomi                                                         |                                                               |                                                               |  |  |                                         |                                         |                                         |  |  |                                                  |                                                  |                                                  |
|  |                                                               |                                                               |                                                               |  |  |                                         |                                         |                                         |  |  |                                                  |                                                  |                                                  |
|  | Elektra Lopez                                                 | Elektra Lopez                                                 | 7:32                                                          |  |  |                                         |                                         |                                         |  |  |                                                  |                                                  |                                                  |
|  | Elektra Lopez                                                 | Elektra Lopez                                                 | 7:32                                                          |  |  |                                         |                                         |                                         |  |  |                                                  |                                                  |                                                  |
|  | Tiffany Stratton                                              | Tiffany Stratton                                              | Pin                                                           |  |  |                                         |                                         |                                         |  |  |                                                  |                                                  |                                                  |
|  | Tiffany Stratton                                              | Tiffany Stratton                                              | Pin                                                           |  |  |                                         |                                         |                                         |  |  |                                                  |                                                  |                                                  |

## Albo d'oro
Statistiche aggiornate al 14 luglio 2025. 
| # | Campione      | Regno | Data             | Giorni | Località              | Evento                      | Note                                                                          | Fonti  |
| - | ------------- | ----- | ---------------- | ------ | --------------------- | --------------------------- | ----------------------------------------------------------------------------- | ------ |
| 1 | Chelsea Green | 1     | 14 dicembre 2024 | 132    | Uniondale, New York   | Saturday Night's Main Event | Green sconfisse Michin nella finale del torneo per l'assegnazione del titolo. | [ 10 ] |
| 2 | Zelina Vega   | 1     | 25 aprile 2025   | 63     | Fort Worth, Texas     | SmackDown                   |                                                                               | [ 11 ] |
| 3 | Giulia        | 1     | 27 giugno 2025   | 17     | Gedda, Arabia Saudita | SmackDown                   |                                                                               | [ 12 ] |